# Звичайні сухопутні черепахи
Звичайні сухопутні черепахи (Geochelone) — рід черепах з родини Суходільні черепахи підряду Схованошиї черепахи. Має 3 види.

## Опис
Загальна довжина представників цього роду коливається від 20 до 80 см. Вага коливається від 7 до 100 кг. Спостерігається статевий диморфізм: у більшості видів самиці більші за самців. Голова невелика, проте широка. Морда трохи загострена. Шия коротка. Карапакс дуже міцний, округлий, щитки з боків трохи виступають догори. Панцир опуклий, задні ноги товсті, стовпоподібні. 
Забарвлення панцира сірувате, коричневе, чорне з різними відтінками. На ньому можуть бути численні смужки, що утворюють своєрідний малюнок.

## Спосіб життя
Полюбляють сухі місцини, тропічні ліси, передгір'я. Пересуваються виключно по суходолу. Активні вдень. Харчуються здебільшого рослинною їжею, інколи безхребетними.
Самиці відкладають від 3 до 10 яєць. Інкубаційний період триває від 60 до 150 діб.
Тривалість життя до 150 років.

## Розповсюдження
Мешкають в Африці та Азії.

## Види
- Geochelone elegans
- Geochelone platynota
- Geochelone sulcata